# Râmeț
Râmeț là một xã thuộc hạt Alba, România. Dân số thời điểm năm 2002 là 751 người.